# Золотой Тургусун
Золотой Тургусун — фестиваль искусств, проводимый в Зыряновском районе Восточно-Казахстанской области.

## История
Инициатором проведения фестиваля был известный казахстанский поэт и прозаик А. Егоров, уроженец Кутихи. Фестиваль проводится на берегу реки Тургусун.
В числе соучредителей фестиваля:
- Областное литературное объединение «Звено Алтая»
- Клуб авторской песни «Зелёная карета»
- КГКП «Музей искусств Восточно-Казахстанской области»
- КГКП «Восточно-Казахстанский областной архитектурно-этнографический и природно-ландшафтный музей-заповедник»
- ГУ «Отдел культуры и развития языков Зыряновского района»
- ГУ «Отдел внутренней политики Зыряновского района»

В фестивале могут принять участие поэты, прозаики, авторы и исполнители бардовской песни, фольклорные коллективы, художники, фотографы, мастера декоративно-прикладного искусства.